# Горст Зігль
Горст Зігль (чеськ. Horst Siegl, нар. 15 лютого 1969, Карлові Вари) — чехословацький, а потім чеський футболіст німецького походження, що грав на позиції нападника. По завершенні ігрової кар'єри — тренер.
Більшу частину кар'єри провів у клубі «Спарта» (Прага), з якою виграв низку національних трофеїв та став одним з найкращих бомбардирів в історії чемпіонатів Чехії. До 31 березня 2014 року з 133 голами були її найкращим бомбардиром в історії турніру, поки його рекорд не побив Давід Лафата. Також Зігль виступав за національні збірні Чехословаччини і національну збірну Чехії і став бронзовим призером Кубка конфедерацій 1997 року.

## Клубна кар'єра
Народився 15 лютого 1969 року в місті Карлові Вари. Вихованець футбольної школи клубу «Славія» (Карлові Вари). У дорослому футболі дебютував 1987 року виступами за команду «Спарта» (Прага), в якій провів два сезони, взявши участь лише у 7 матчах чемпіонату. Хоча Горст не був основним гравцем команди, він в обох сезонах вигравав чехословацький «золотий дубль».
Протягом 1989—1990 років проходив військову службу, граючи за клуб «Уніон», після цього повернувся в «Спарту» (Прага), за яку з невеликою перервою на оренду в німецький «Кайзерслаутерн» відіграв наступні одинадцять сезонів своєї ігрової кар'єри. З празькою командою за наступні три сезони Зігль двічі став чемпіоном Чехословаччини і одного розу володарем національного кубка. З 1993 року став грати у новоствореному чемпіонаті Чехії, де став одним з головних бомбардирів — Зігль чотири рази здобував титул найкращого бомбардира у сезонах 1993/94, 1996/97, 1997/98 та 1998/99. Клуб же в цей період був національним гегемоном, здобувши шість чемпіонств за сім сезонів.
На початку 2001 року перейшов у «Пршибрам», де провів три роки, і на початку 2004 року перейшов у «Вікторію» (Пльзень). Втім вже за підсумками сезоні 2003/04 клуб зайняв останнє 16-те місце і покинув елітний дивізіон. Завершив професійну ігрову кар'єру у клубі СІАД (Мост), за який виступав протягом 2004—2006 років. Загалом за кар'єру Горст забив 175 голів у 409 іграх у вищій лізі Чехословаччини і Чехії, а також 13 голів у 61 іграх національного кубка.

## Виступи за збірні
25 березня 1992 року дебютував в офіційних матчах у складі національної збірної Чехословаччини в товариській зустрічі з Англією (2:2), замінивши на 88 хвилині Іво Кнофлічека. Згодом того ж року провів ще три гри за збірну, в тому числі один матч у невдалому відборі на чемпіонат світу 1994 року проти Румунії (1:1)
23 лютого 1994 року зіграв у історичному дебютному матчі новоствореної збірної Чехії, в якому його команда розгромила Туреччину 4:1, а сам Зігль відзначився дублем. А вже 6 вересня 1994 року в першій грі відбору на чемпіонат Європи 1996 року проти Мальти (6:1) Зігль зробив хет-трик. Згодом по ходу турніру він зіграв ще три гри на турнірі і допоміг чехам зайняти перше місце у групі і потрапити у фінальну стадію змагання. Втім на саме Євро-1996, де чехи стали срібними призерами, Зігль не поїхав.
Наступного року чемпіони Європи німці відмовились від участі у розіграші Кубка конфедерацій 1997 року у Саудівській Аравії, і їх місця зайняла Чехія, куди поїхав і Зігль. На турнірі, Горст зіграв дві гри групового етапу і в матчі з Уругваєм (1:2) забив гол, ставши разом з командою бронзовим призером турніру, а наступного року виграв і товариський Кубок Кірін.
Усього протягом кар'єри у національній команді, яка тривала усього 1 рік, провів у формі головної команди країни 23 матчі, забивши 7 голів.

## Кар'єра тренера
Розпочав тренерську кар'єру відразу ж по завершенні кар'єри гравця, 2006 року, увійшовши до тренерського штабу «Спарти» (Прага), де допомагав Міхалу Білеку, з яким у 1990-х разом грав у «Спарті».
В подальшому входив до тренерського штабу Йозефа Хованця спочатку у еміратському «Баніясі», а потім у словацькому «Словані».

## Титули і досягнення

### Командні
- Чемпіон Чехословаччини (4):

«Спарта» (Прага): 1987–88, 1989–90, 1990–91, 1992–93
- Чемпіон Чехії (6):

«Спарта» (Прага): 1993–94, 1994–95, 1996–97, 1997–98, 1998–99, 1999–00
- Володар Кубка Чехословаччини (2):

«Спарта» (Прага): 1988, 1992
- Володар Кубка Німеччини (1):

«Кайзерслаутерн»: 1995–96

### Особисті
- Найкращий бомбардир чемпіонату Чехії: 1993–94 (20 голів), 1996–97 (19 голів), 1997–98 (13 голів), 1998–99 (18)
- Найкращий бомбардир другого дивізіону чемпіонату Чехії: 2004-05 (16 голів)